# St. Catharina (Asel)

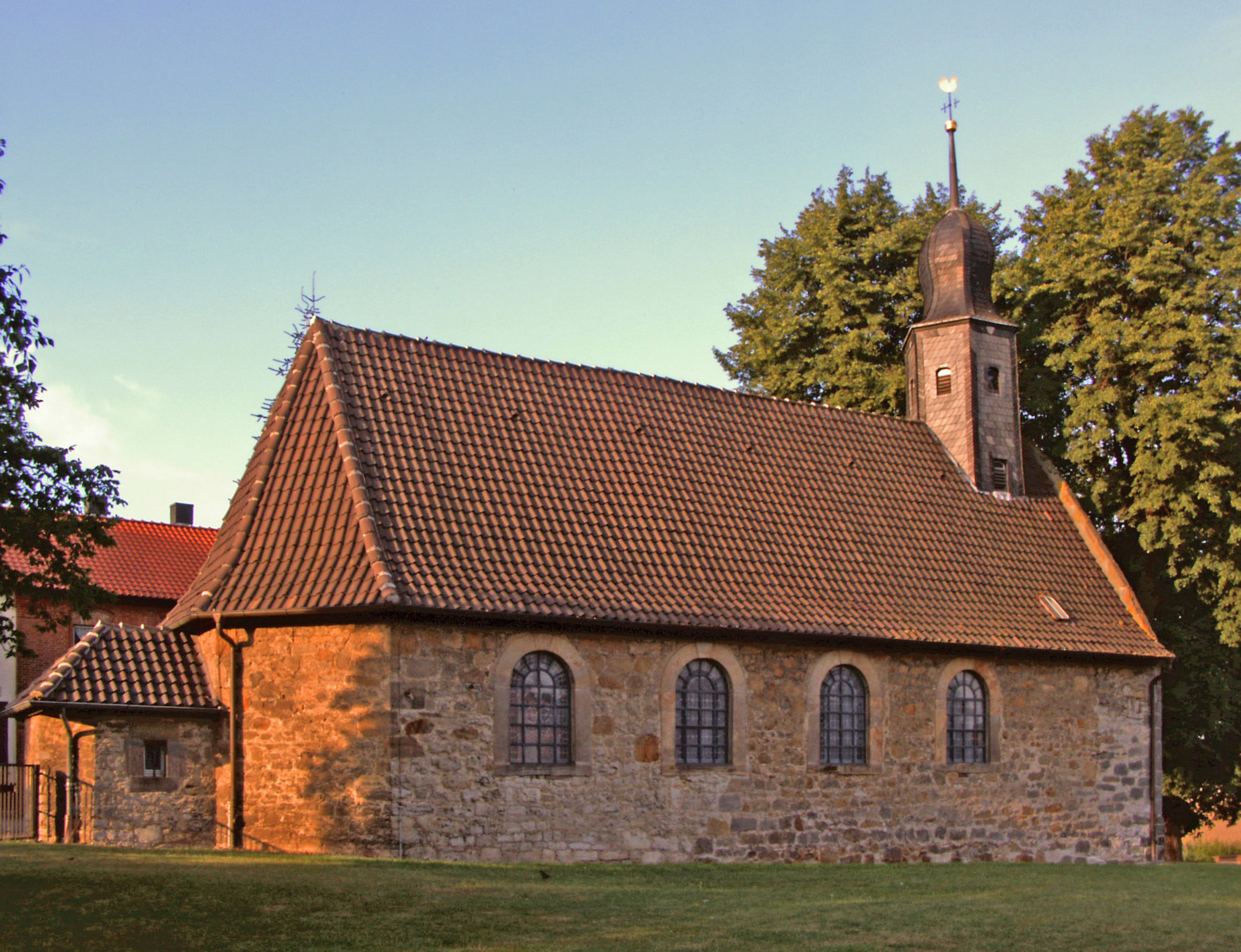
Kath. Kirche St. Catharina

St. Catharina ist die Kirche in Asel, einem Ortsteil der Gemeinde Harsum im Landkreis Hildesheim in Niedersachsen. Die römisch-katholische Kirche gehört zur Pfarrgemeinde St. Cäcilia mit Sitz in Harsum, im Dekanat Borsum-Sarstedt des Bistums Hildesheim. Die nach der heiligen Katharina von Alexandrien benannte Kirche befindet sich in der Bischof-Johann-Straße 7.

## Geschichte
Die Ortschaft Asel wurde 1211 erstmals urkundlich erwähnt und gehört zu den ältesten Ortschaften des Stiftes Hildesheim. Sie unterstand zunächst der Dompropstei, später gehörte sie zum Amt Steuerwald. Seit mindestens dem 15. Jahrhundert besteht eine Kirche in Asel, seit 1664 wurden in Asel Kirchenbücher geführt.
1698 wurde die heutige Kirche unter Pfarrer Eberhard Lothorius errichtet. Im Jahre 1700 wurde eine Kirchturmuhr installiert, sie ist heute im Heimatmuseum in Borsum ausgestellt. 1768 erfuhr die Kirche eine Erweiterung, 1800 wurde eine Sakristei angebaut. Von 1972 bis 1974 wurde die Kirche renoviert.
1981 wurde das aus dem 18. Jahrhundert stammende Pfarrhaus abgerissen, weil in diesem Jahr Wilhelm Leiendecker, der letzte ortsansässige Pfarrer in Asel, in den Ruhestand ging. Stattdessen wurde das Pfarrzentrum „Petrus Canisius“ erbaut und am 27. April 1985 vom damaligen Harsumer Pfarrer Clemens Schönberner eingeweiht. Seit 1981 wird die Kirche vom Pfarrer aus Harsum betreut. Seit dem 1. Dezember 2002 gehört die Kirche zum damals neu gegründeten Dekanat Borsum-Sarstedt. Seit Sommer 2008 unterstützt der Verein „St. Catharina Asel e.V.“ den Erhalt der denkmalgeschützten Kirche und das Gemeindeleben. Seit dem 1. November 2014 gehört die Kirche zur Pfarrei St. Cäcilia in Harsum, zu der neben den Kirchen in Asel und Harsum auch die St.-Matthäus-Kirche und die St.-Mauritius-Kapelle in Algermissen gehören. Die Pfarrgemeinde St. Catharina in Asel wurde in diesem Zusammenhang aufgehoben. In den Jahren zuvor bildeten diese Kirchen bereits die Seelsorgeeinheit Harsum-Algermissen.

## Architektur und Ausstattung
Die geostete barocke Kirche befindet sich in rund 91 Meter Höhe über dem Meeresspiegel und verfügt über einen Dachreiter. Ältester Teil der Kirche ist heute der Westgiebel. Eine kleine Glocke im Turm trägt den Namen Katerina und die Jahreszahl 1498. Über dem Eingangsportal befindet sich die Jahreszahl 1768, das Christusmonogramm IHS und das Chronogramm SVB REVERENDO IOACHIMO IOSEPHO KLÖPPER CVRATO. Die hervorgehobenen Buchstaben, die zugleich römische Zahlen sind, ergeben, nach Zahlenwert geordnet (MDCCLVVVIII), ebenfalls 1768.
An den Seitenwänden hängen Kreuzwegbilder. Die Statue der hl. Katharina wurde in Oberammergau angefertigt und am 25. November 2001 eingeweiht. Der Altar, die Orgel und die aus Lindenholz geschnitzte Pietà stammen aus der ehemaligen Nikolaikapelle in Hildesheim, die 1803 im Zuge der Säkularisation aufgegeben werden musste. Das obere Bild des Altars zeigt den heiligen Nikolaus von Myra, den Schutzpatron der Nikolaikapelle. Das große Bild Jesus Christus am Kreuz, die Statuen links und rechts davon die heiligen Scholastika von Nursia und Benedikt von Nursia. Die Orgel gehört zu den ältesten Orgeln in Niedersachsen, vermutlich wurde sie zwischen 1550 und 1650 erbaut. 1884 wurde sie vom Hildesheimer Orgelbauer August Schaper umgebaut und vergrößert, und 1999 vom Unternehmen Gebrüder Hillebrand Orgelbau umfangreich erneuert. Baldachin und Podest der Pietà wurden erst in Asel zugefügt. Der Taufstein wurde 1844 aus Liebenburger Marmor gefertigt. Er ist eine Stiftung des damaligen Liebenburger Pastors Theodor Krone, der 1810 in Asel geboren wurde. Zur Innenausstattung gehört auch ein Radleuchter, eine Marienstatue und ein Beichtstuhl.
Die Marienstatue nahe der Kirche wurde 1857 ebenfalls von Theodor Krone gestiftet und stand bis 1969 am Lütchen Holte. In Asel befinden sich vier Prozessionskreuze, die Stationen der Fronleichnamsprozession sind. Auch eine Pfarrbücherei sowie der 1992 errichtete Kindergarten „St. Catharina“ (eine Krippen- und eine Kindergartengruppe) gehören zum Einzugsgebiet der Kirche.
Das gebrochene Martyriumsrad, eines der Attribute der heiligen Katharina, ist seit 1926 das Ortswappen von Asel.